# شهرستان وینه‌بگو (ویسکانسین)
شهرستان وینه‌بگو، ویسکانسین (به انگلیسی: Winnebago County, Wisconsin) یک سکونتگاه مسکونی در ایالات متحده آمریکا است که در ویسکانسین واقع شده‌است.

## خصوصیات
شهرستان وینبیگوو ۱٬۴۹۹٫۶۱ کیلومترمربع مساحت دارد.